# Wilke-Werke
Die Wilke-Werke in Braunschweig waren ein Unternehmen der metallverarbeitenden Industrie. Sie wurden 1856 gegründet und bestanden bis zum Konkurs im Jahr 1978.

## Geschichte

### Gründung und Aufbau
Der Schlossermeister August Wilke († 1896) gründete 1856 im Haus Wüsteworth in Braunschweig mit einem Gehilfen eine Schlosserei. Aus der kleinen Blechbearbeitungswerkstatt entstand in den nächsten Jahren ein ansehnliches Unternehmen. Aus Platzgründen erfolgte 1859 der Umzug zum Hof von Bayern, bevor 1862 ein eigenes Haus an der Güldenstraße bezogen wurde. Ab 1865 befand sich der neue Standort in der Industrieregion im Westen der Stadt Braunschweig an der Frankfurter Straße. Wilhelm Kemmer trat 1868 in die Firma ein, die nunmehr den Namen A. Wilke & Comp., Maschinenfabrik Braunschweig trug. Im Jahr 1874 beschäftigte das Unternehmen 100 Mitarbeiter. Die Produktpalette umfasste Dampfkessel, Gasbehälter und andere Blecharbeiten, vorwiegend für die aufstrebende Zuckerindustrie. Daneben fertigte das Unternehmen eiserne Dächer und Brücken. Die erste Eisenbahnbrücke wurde 1864 gebaut.

### Umwandlung in eine AG

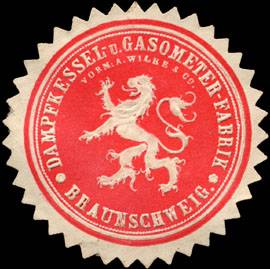
Siegelmarke der Dampfkessel– u. Gasometer–Fabrik Braunschweig; vormals A. Wilke & Co.

Dampfkessel- und Gasometerfabrik A. Wilke, Braunschweig (um 1893)

Zur Überwindung finanzieller Probleme wandelte Wilke sein Unternehmen 1881 in eine Aktiengesellschaft um, an der die Braunschweigische Kreditanstalt, das Braunschweiger Bankhaus Nathalion und die Firma Schulz-Knaudt, Essen, beteiligt waren. Der Name wurde geändert in Dampfkessel- und Gasometerfabrik, vormals A. Wilke & Co. Den ersten Vorstand bildeten August Wilke, Adolf Pfeifer und Wilhelm Kemmer. Die ersten Jahre der neu gegründeten AG fielen in die Zeit der „Zuckerkrise“, so dass Bestellungen aus der Zuckerindustrie drastisch zurückgingen. Es lagen jedoch Aufträge für Dampfkessel vor, weiterhin wurde 1885 die eiserne Dachkonstruktion des Frankfurter Bahnhofs gefertigt sowie im selben Jahr eine Kanalbrücke in Ostfriesland. Die Erzeugnisse wurden auch in das Ausland geliefert. Maschinen für die Blechbearbeitung wurden nach Frankreich, Russland und Skandinavien exportiert, große Gasometer gingen nach Brasilien und Chile. Mit der Besserung der wirtschaftlichen Verhältnisse in der Eisen- und Zuckerindustrie nahm auch das Unternehmen ab 1887 einen neuen Aufschwung. August Wilke war allerdings bereits 1884 aus der Firma ausgeschieden, um auf dem Nachbargrundstück eine neue Firma zu gründen, die A. Wilke-Maschinenfabrik. „Mit dem Ausscheiden von August Wilke endete jeglicher Einfluss der Familie Wilke auf das Unternehmen.“ Wilkes neue Maschinen- und Dampfkesselfabrik stellte bereits einige Jahre nach dessen Tod den Betrieb ein.
Den schwierigen Jahren nach 1895 konnte das Unternehmen gut standhalten, da es den Produktionsschwerpunkt auf Arbeiten für die wachsende Gasindustrie verlagerte. Bereits zwischen 1889 und 1892 waren große Gasbehälter nach Berlin, Konstantinopel und München geliefert worden. Das Geschäftsjahr 1897/1898 verzeichnete für die produzierten Waren einen Wert von 3 bis 3,5 Millionen Mark. Den Hauptanteil bildeten dabei der Bau von Gasbehältern und die Fertigung von Maschinen aller Art, z. B. zur Blechbearbeitung. Die Belegschaft war im Jahr 1900 auf 520 Personen angewachsen, so dass man die Produktionsstätte 1901 auf ein größeres Gelände an der Bahnhofstraße 15a verlegte. Nach dem Ersten Weltkrieg geriet das Unternehmen in den 1920er Jahren infolge Kreditverknappung in wirtschaftliche Schwierigkeiten, die durch die Weltwirtschaftskrise 1929 noch verstärkt wurden. Eine Sanierung wurde mit Hilfe der Banken und durch die geänderte Wirtschaftspolitik der Nationalsozialisten ab 1933 realisiert.

### Zeit des Nationalsozialismus

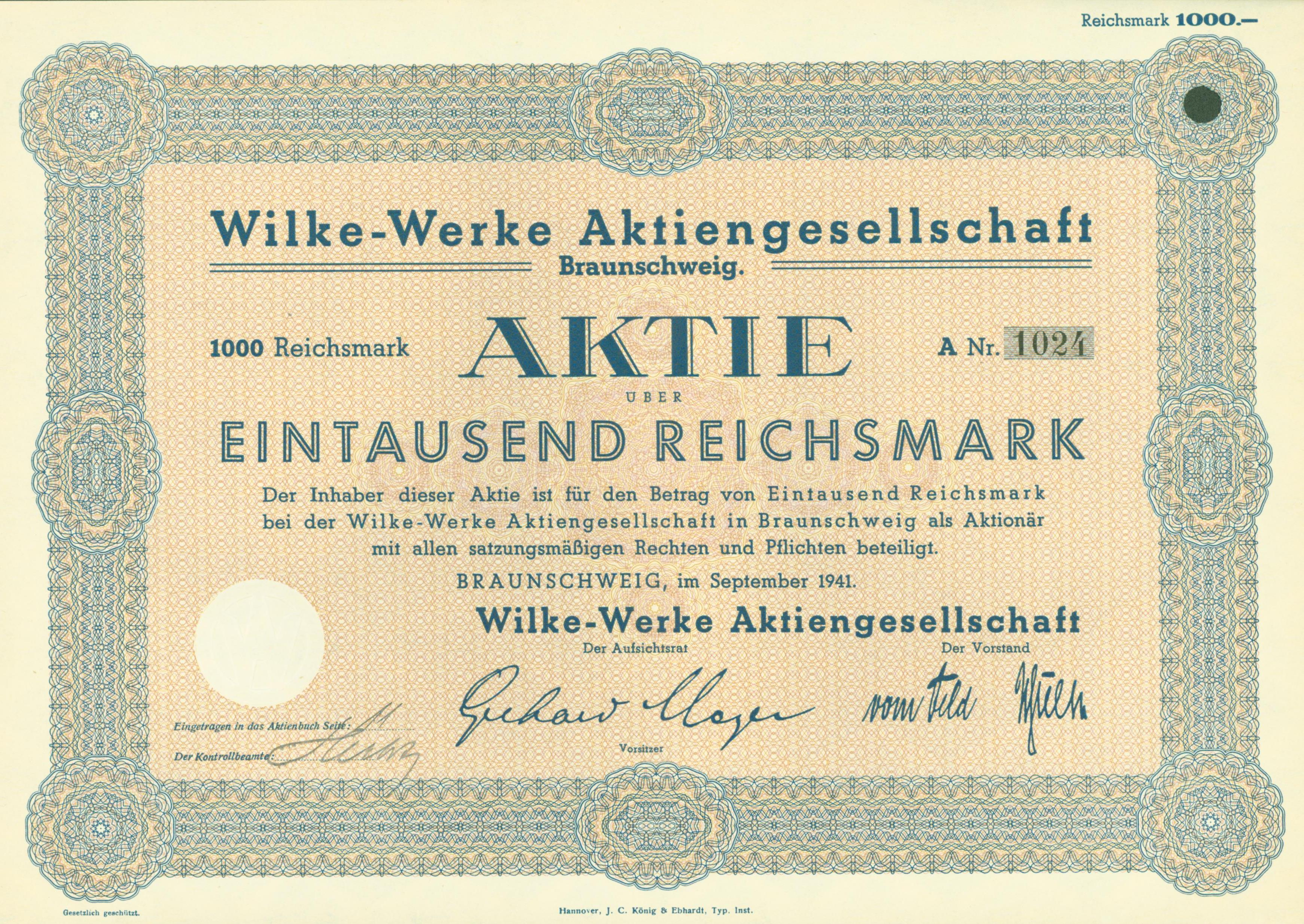
Aktie über 1000 RM der Wilke-Werke AG vom September 1941

Im Jahr 1936 wurde das Unternehmen umbenannt in Wilke-Werke Aktiengesellschaft. Ab diesem Jahr „entstand in der Region Braunschweig ein Rüstungszentrum höchsten Ranges.“ Gründe dafür lagen in der günstigen strategischen Lage der Region, der vorhandenen Industriestruktur und der im Zuge der Autarkiebestrebungen beginnenden Ausbeutung der großen Eisenerzvorkommen im Gebiet von Salzgitter. Die großen Braunschweiger Industriebetriebe profitierten insofern von der NS-Rüstungspolitik, als sie ihre Produktionskapazitäten außerordentlich erweitern konnten. Die Wilke-Werke expandierten durch Brückenbau für die Reichsautobahnen und durch Flugplatzeinrichtungen wie z. B. Flugfeldtankanlagen. Kurz nach Beginn des Zweiten Weltkriegs wurden ab Spätherbst 1939 für die Kriegsmarine Schwanzteile von Minensuchgeräten des Typs „Otter“ gebaut. Weiterhin wurden Sperrwaffen hergestellt, z. B. Minenanker und ab 1940 Entschärfer als Bestandteile von Seeminen. U-Boot-Spanten und U-Boot-Druckkörper wurden ab Sommer 1942 produziert. Die Wilke-Werke waren ab 1942 am „Mineralölsicherungsplan“ zur Sicherstellung der Rohstoffversorgung beteiligt und stellten für mehrere Betriebe im ganzen Reich Treibstoffanlagen her. Im Jahr 1943 beschäftigte das Unternehmen 1760 Arbeiter, darunter Kriegsgefangene. Die zeitweise 250 Zwangsarbeiter verschiedener Nationalitäten, darunter 50 % „Ostleute“ und 30 % Polen, waren in einem Lager in einer ehemaligen Teerfabrik in der Fabrikstraße untergebracht.
Während des Zweiten Weltkriegs waren die Wilke-Werke als Rüstungsbetrieb ein vielfaches Ziel alliierter Luftangriffe. Zu schweren Schäden kam es bei mehreren Bombenangriffen des Jahres 1944.

### Nach dem Zweiten Weltkrieg
Während der Nachkriegszeit erlebten die Wilke-Werke durch Behälter-, Apparate-, Dampfkessel- und Stahlbau eine neue Blüte. Ein vergrößertes Verwaltungsgebäude wurde 1952 fertiggestellt, im Jahr darauf wurde ein 5300 m² großes Nachbargrundstück hinzugekauft. Im Jahr 1956 feierte die Firma das 100-jährige Bestehen. Im Jubiläumsjahr zählte das Unternehmen 1200 Beschäftigte. Aufgrund des internationalen Konkurrenzdrucks ergab sich für das Jahr 1972 eine im Vergleich zu den Vorjahren schlechtere Ertragslage. Im August 1975 sollte wegen Zahlungsschwierigkeiten ein Vergleichsantrag gestellt werden. Am 5. September unternahmen ca. 500 Beschäftigte einen Demonstrationsmarsch zum Braunschweiger Rathaus für die Erhaltung ihrer Arbeitsplätze. Eine kurzfristig eingeräumte Landesbürgschaft konnte das Unternehmen jedoch nicht mehr retten, so dass es Ende 1978 mit noch 375 Beschäftigten Konkurs anmelden musste. Das Betriebsgelände wurde von einem Braunschweiger Investor und drei Banken gekauft. Nach Abriss der Fabrikanlagen werden seit August 2004 Teilflächen von einem Baumarkt genutzt.